# Cesarskostrelska divizija
Cesarskostrelska divizija (izvirno nemško Kaiserschützen-Division; tudi Divizija cesarskih strelcev) je bila pehotna divizija avstro-ogrske kopenske vojske, ki je bila aktivna med prvo svetovno vojno.

## Poveljstvo
Poveljniki (Kommandanten)
- Karl Englert: marec - september 196
- Ernst Kletter: september - oktober 1916

## Organizacija
Maj 1918
- 1. cesarskostrelska brigada:

- 1. cesarskostrelska polk
- 2. cesarskostrelska polk

- 2. cesarskostrelska brigada:

- 3. cesarskostrelska polk
- 4. cesarskostrelska polk

- 8. jurišni bataljon
- 8. poljskoartilerijska brigada
- 2. eskadron, reitende Tirol-Kavallerie-Schützen-Division
- 1. in 2. četa, 8. saperski bataljon